# Reserva de Vida Silvestre Mamberamo Foja
La reserva de Vida Silvestre Mamberamo Foja es una gran área protegida en Nueva Guinea, en la provincia de Papúa en Indonesia . Cubre un área de 16.610 km², y se extiende a lo largo del río Mamberamo y sus afluentes desde las estribaciones de la Cordillera Central hasta el Océano Pacífico.

## Geografía
La parte sur de la reserva se encuentra en la región de las llanuras de los Lagos, un paisaje de bosques pantanosos de agua dulce y bosques húmedos de tierras bajas al sur de la Cordillera Central. Los ríos Tariku, que fluye hacia el este, y Taritatu, que fluye hacia el oeste, serpentean a través de la región formando lagos y humedales, y se unen para formar el río Mamberamo, que fluye hacia el norte.
La reserva sigue la orilla oriental del Mamberamo e incluye las montañas Foja, que alcanzan una altura de 2193 metros. Las montañas de Foja están cubiertas de selvas tropicales montanas por encima de los 1000 metros de altitud.
El tramo inferior del Mamberamo incluye el lago Rombebai, el mayor de Nueva Guinea. El delta del río incluye bosques pantanosos de agua dulce y manglares costeros.

## Ecología
La reserva abarca diversas comunidades vegetales, como selvas tropicales montanas, selvas tropicales de tierras bajas y colinas, bosques pantanosos de agua dulce, praderas y sabanas inundadas y manglares. La mayor parte de la reserva se encuentra en la ecorregión de bosques pluviales y pantanosos de agua dulce de las tierras bajas del norte de Nueva Guinea, mientras que las partes de la cordillera de Foja por encima de los 1000 metros de altitud se encuentran en la ecorregión de bosques pluviales montanos del norte de Nueva Guinea.

## Historia de la reserva
La reserva fue declarada oficialmente por el gobierno de Indonesia en la década de 1980 y luego se expandió para incluir las montañas Foja. Durante décadas, las ONG conservacionistas han propuesto que la reserva se convierta en un parque nacional.
En un seminario de dos días celebrado los días 7 y 8 de noviembre de 2014 y organizado por Yayasan Lingkungan Hidup, una ONG local, los aldeanos solicitaron al Gobierno que convirtiera el santuario de vida silvestre en parque nacional.